# Hénin-Beaumont
Hénin-Beaumont és un municipi francès, situat al departament del Pas de Calais i a la regió dels Alts de França. L'any 1999 tenia 25.178 habitants.